# Myrioblephara adumbrata
Myrioblephara adumbrata là một loài bướm đêm trong họ Geometridae.